# 卡尔诺塔
卡尔诺塔（西班牙語：Carnota）是西班牙加利西亚自治区拉科鲁尼亚省的一个市镇。总面积约71km², 总人口4060人（2017年），人口密度57人/km²。

## 图集

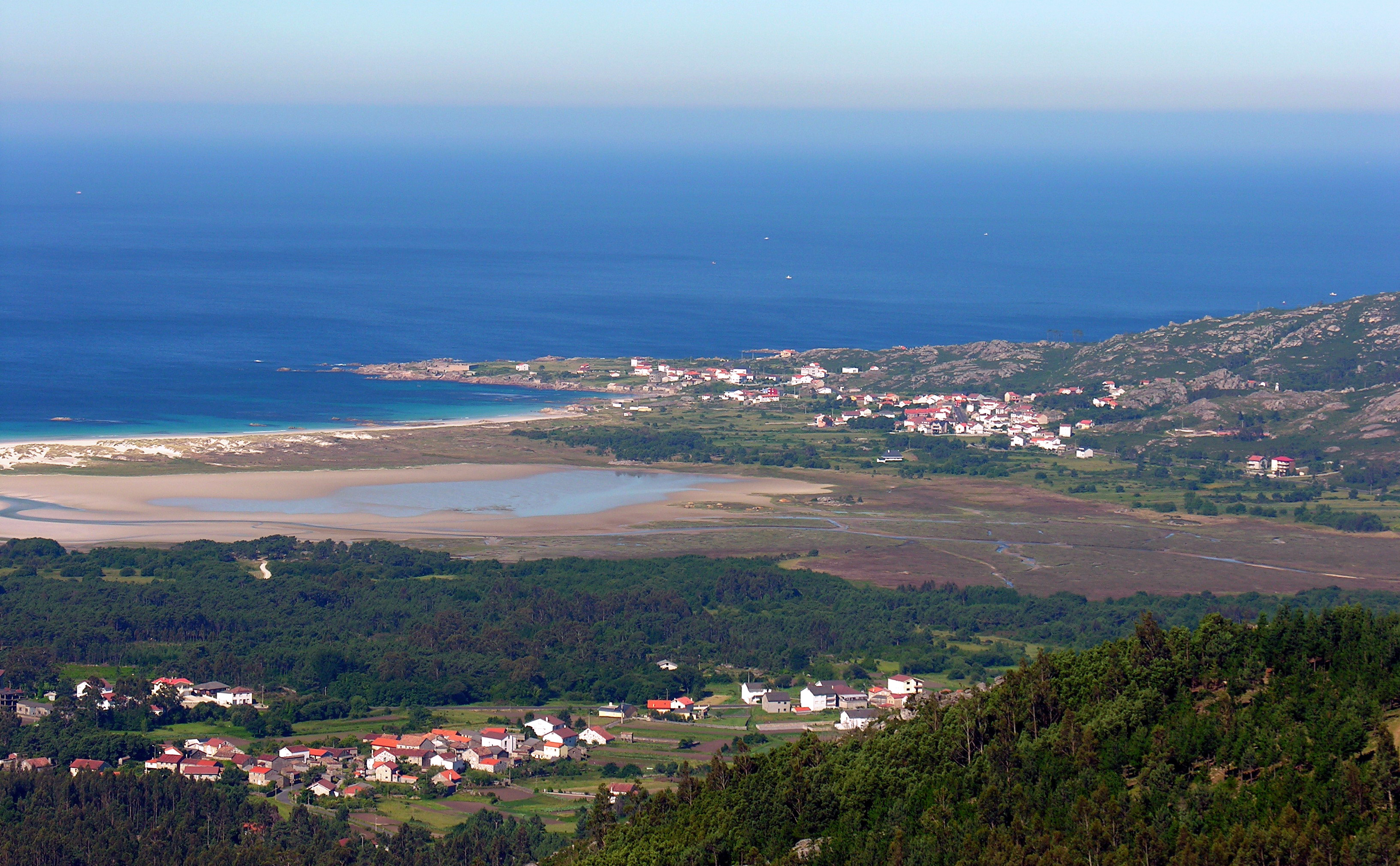
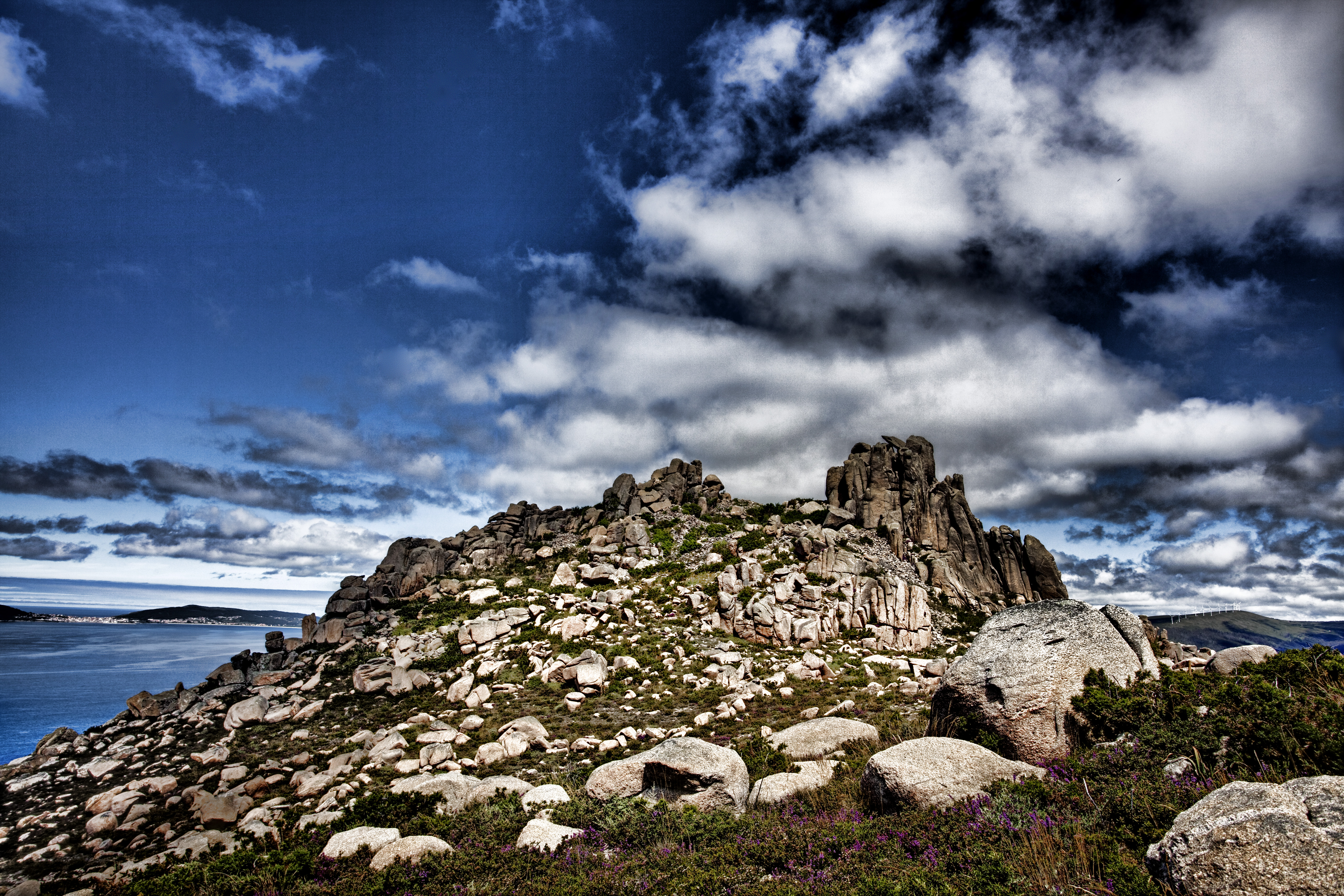

## 人口
| 卡尔诺塔历史人口变化图 |
|                        |
| 来源：西班牙国家统计局 |